# シャルル・フリーデル

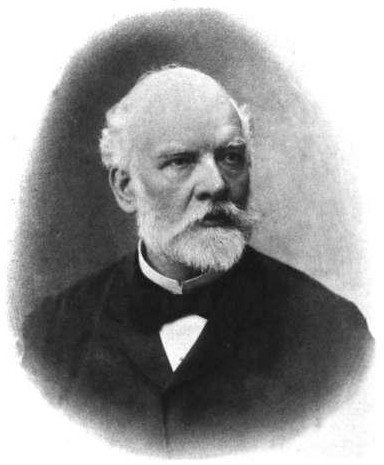
シャルル・フリーデル

シャルル・フリーデル（Charles Friedel, 1832年3月12日 – 1899年4月20日）は、フランスの化学者、鉱物学者である。出生地はフランスのストラスブール。パリ大学の化学教授だった。
1877年、ジェームス・クラフツと共にフリーデル・クラフツ反応を開発した。また、人工ダイヤモンドを製作することを試みていた。ケイ酸塩鉱物のフリーデル鉱（Friedelite、(Mn, Fe)8Si6O15(OH, Cl)10）に命名されている。

## 経歴
1850年からストラスブールで自然科学を学び、1852年にパリ大学に移った。1856年から1870年まで鉱業科 (Écoles des mines) で鉱物を収集する研究員として働いた。この間、薬学科 (École de Medicine) のアドルフ・ヴュルツの研究室で化学の知識を得た。また、ここで1860年にジェームズ・クラフツと出会った。1869年に博士号を取得したのち、1871年に師範学校 (École normal) で講師に就き、1876年に鉱物学の教授となった。1884年にはパリ大学に移って無機化学の教授に就任した。
1889年からは有機化合物命名法改正委員会の会長を務めた。
息子のジョルジュ・フリーデル（1865年-1933年）は鉱物学者になってコンクリートの成分の一つフリーデル氏塩（Ca2Al(OH)6(Cl, OH) · 2 H2O）を発見し、孫のエドモン・フリーデル（1895年-1972年）は液晶の命名を行った。ひ孫のジャック・フリーデル（1921年-）は物理学者になった。

## 業績
- 1857年 – 1866年 ケトンの構造の解明（博士論文）
- 1863年 – 1870年 ケイ素の原子価と原子量における研究。翌年には酸素を含まないケイ素結合の生成
- 1872年 イソプロピルアルコールからのグリセリン合成
- 1877年 無機ハロゲン化合物が芳香族化合物のアルキル化・アシル化の触媒となることを発見（フリーデル・クラフツ反応）
- 2級・3級アルコールの発見（アレクサンダー・ブレスローと平行）
- 乳酸とピナコロンの構造の解明